# 大學路 (多倫多)
大學路是加拿大安大略省多倫多市中心的一條南北向主要道路。該道路南起前西街，向北延伸至皇后公園以南的書院街，北迄安省議會大廈。多倫多許多重要機構都位於該八車道寬街道上，例如奧斯古大堂及其他法律機構、四季演藝中心、研究及教學醫院以及商業機構的地標性辦公樓，尤其是主要金融及保險業企業。皇后西街與書院街之間的大學路路段被佈置為林蔭大道。數座紀念碑、雕像、花園及噴泉集中在分隔相反行駛方向的景觀中線中，賦予其儀式感。

## 路線概述

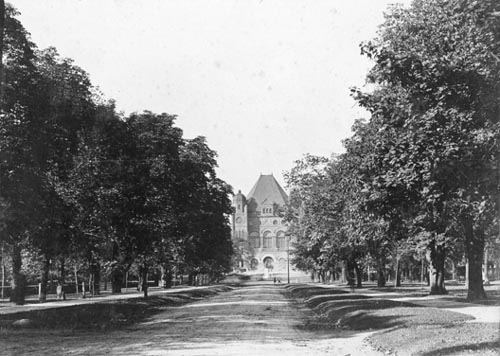
大學路近書院街，約1900年

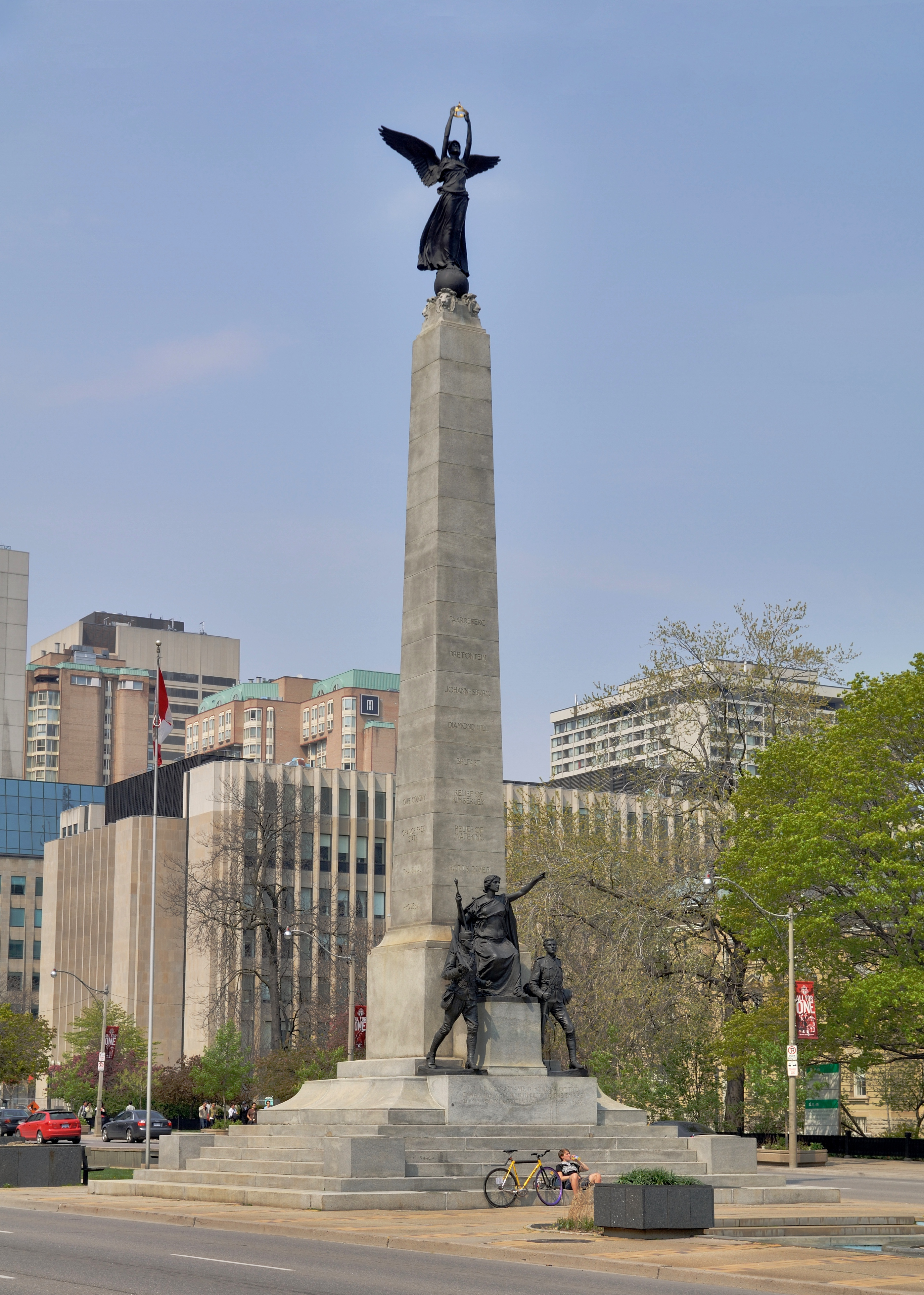
皇后西街以北的南非戰爭紀念碑

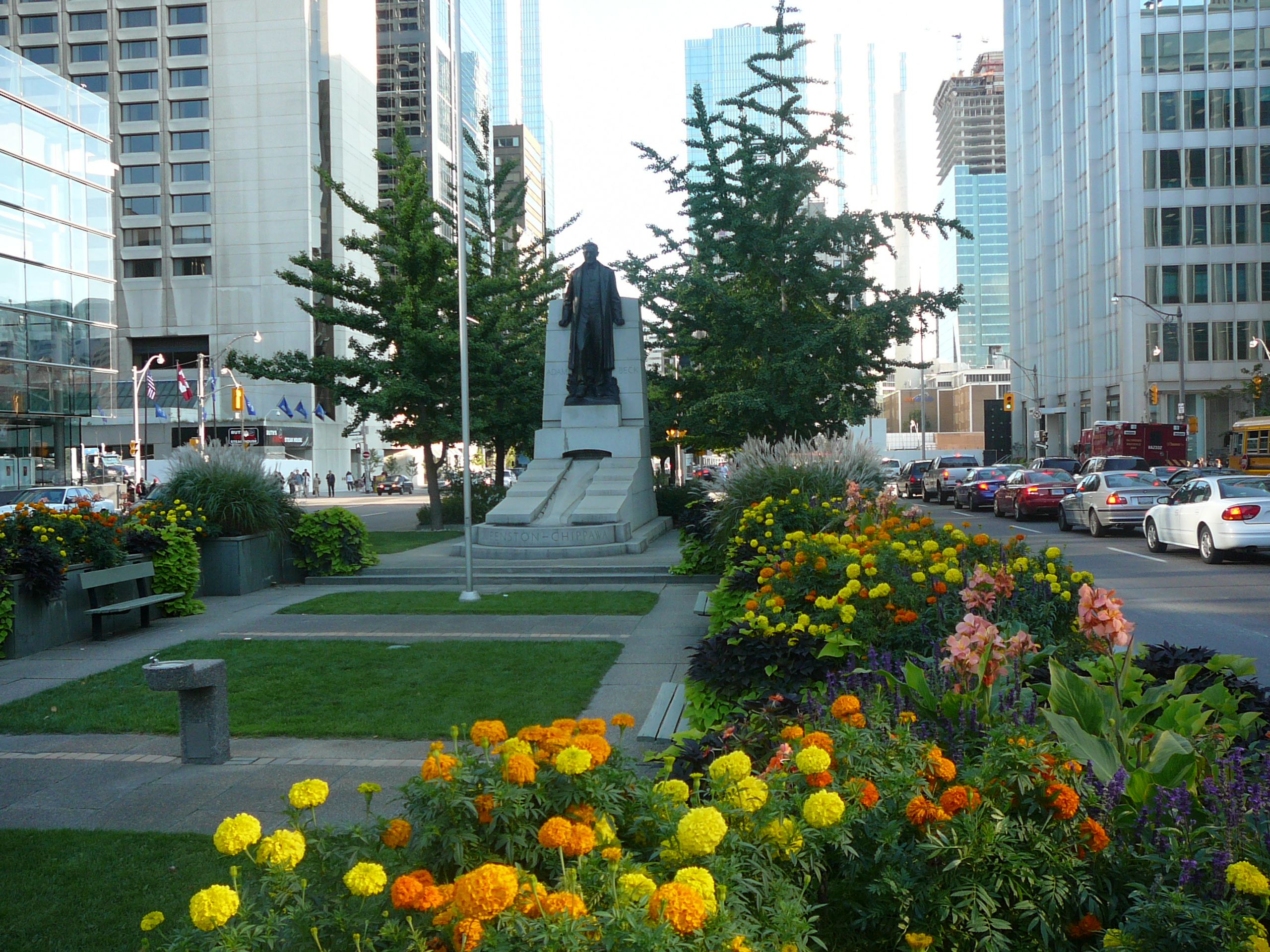
皇后西街以南的亞當·貝克（Adam Beck）紀念碑

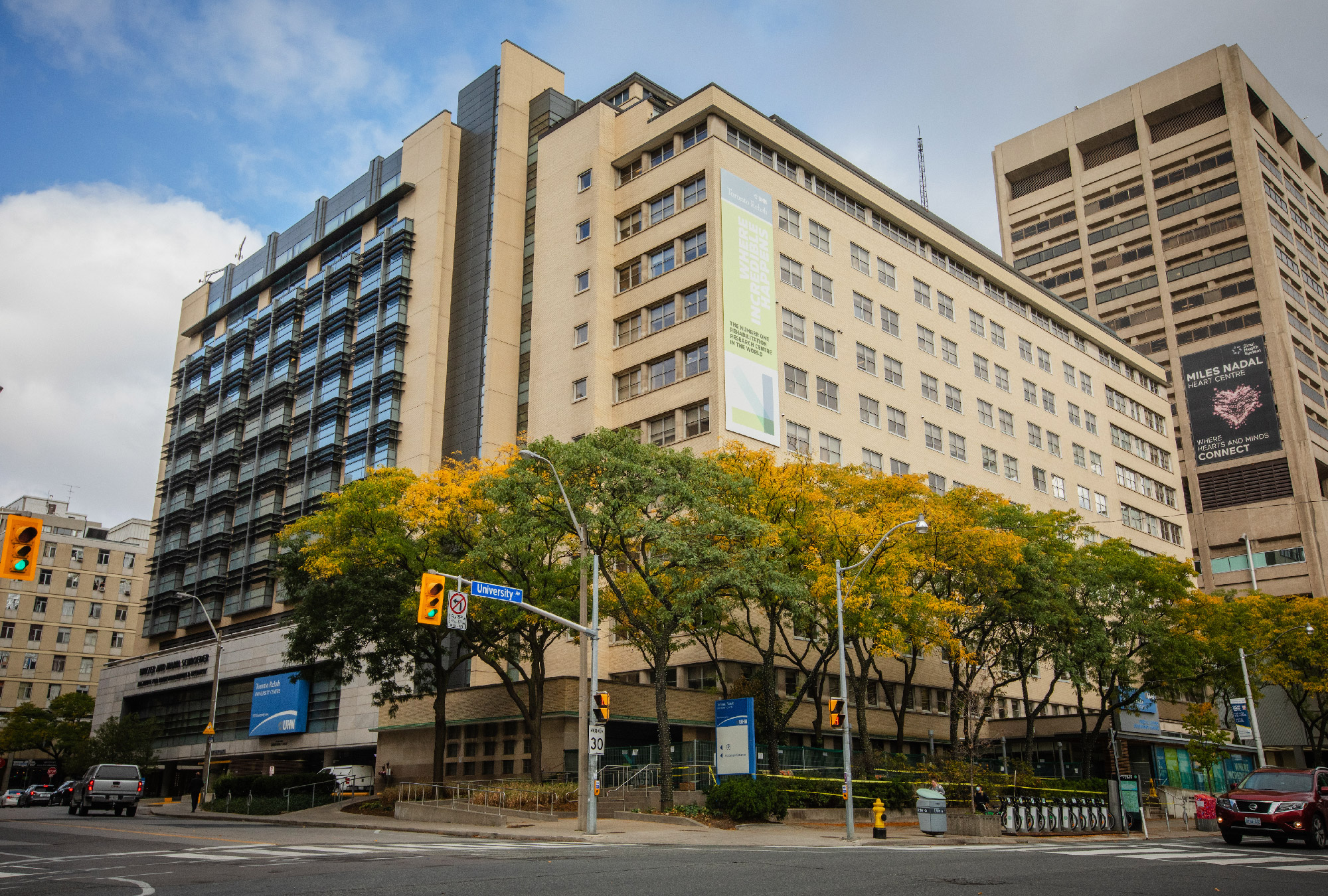
多倫多康復研究院位於大學路夾榆樹街（Elm Street）處，西乃山醫院則位於右邊的高樓

大學路南始聯合車站附近的前街夾約克街路口，向西北延伸一小段距離，然後轉向北。左側的行車徑盡頭是通往地下停車場的坡道。在阿德里西街，大道稍微分開，為北行車道和南行車道之間的綠化帶及雕塑留出了空間。南行大學路沿對角線在前西街與約克街交匯，然後繼續向南經約克街到達皇后碼頭，最後到達一條標有港灣廣場（Harbour Square）的行車徑。
該道路的北端盡頭位於夾書院街處，此後分叉為皇后公園坊東（北行）及皇后公園坊西（南行）。兩條皇后公園坊圍住皇后公園，即安省議會大廈所在地。這個地標為沿大學路向北望的行人創造了一個盡頭的遠景。議會大廈原為多倫多大學主樓，這也是道路名稱的由來。如今，該建築為安大略省省議會駐地。皇后公園坊位於布魯亞街以北。
布魯亞街以北，該道路延伸為阿梵奴道。大學路及阿梵奴道曾被指定為11A號省道。
央街是多倫多的情感中心，卑街是該城的金融中心，而大學路則是多倫多最具儀式感的大道，擁有該市許多最著名的機構。對於加拿大一般城市（溫尼辟除外）來說，這條大道異常寬闊，由六車道寬（剛好經過前街及約克街的轉向道）擴至八車道寬（剛好經過阿德里街的分水嶺）。芝蘭街以南，限速從50公里/小時降至40公里/小時。2009年5至6月期間，限速從60降至50。
街道北端有眾多醫院，包括多倫多全科醫院、西乃山醫院、瑪嘉烈公主癌症中心、多倫多復康科醫院及多倫多病童醫院。醫院集中於街道的這一部分，因此當地居民及媒體給它起了「醫院街」（Hospital Row）的綽號。大學路夾書院街處也是安省發電公司總部的所在地。
多倫多地鐵央街-大學線部分沿大學路運行。

## 歷史

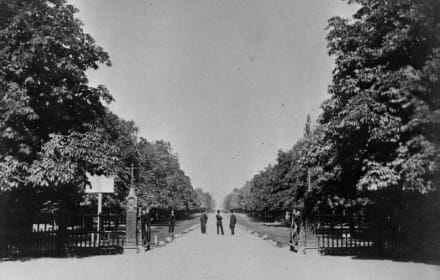
於皇后街北望大學路，攝於1867年

大學路原由書院路（College Avenue）及大學街（University Street）兩條街道組成，並以柵欄隔開。但最終柵欄被拆除，街道合併。合併後的街道南迄皇后街，直至1931年向南延伸至前街。
第二次世界大戰後，道路發生了變化。樹木被砍伐，每個方向都有四個車道專用於汽車及貨車。中央隔離帶上有樹木、紀念碑及公園長椅，但因周圍交通嘈雜較少使用。

## 地標
大學路擁有許多地標性建築，包括（從南到北）：
- 聯合車站
- 永明中心
- 多倫多香格里拉酒店（英语：Shangri-La Toronto）
- 加拿大銀行大廈（英语：Bank of Canada Building）
- 四季演藝中心
- 南非戰爭紀念碑（英语：South African War Memorial）
- 奧斯古大堂（英语：Osgoode Hall）
- 加拿大人壽大廈（英语：Canada Life Building）
- 美國駐多倫多總領事館
- 多倫多復康科醫院
- 多倫多病童醫院
- 西乃山醫院
- 多倫多全科醫院
- 瑪嘉烈公主癌症中心
- 安省發電公司暨Intact中心（英语：Intact Centre）
- MaRS科研區（英语：MaRS Discovery District）
- 多倫多大學藥劑學院（英语：Leslie Dan Faculty of Pharmacy）
- 安省議會大廈

## 外部連結
- Google Maps of University Avenue （页面存档备份，存于）